# Natali Dizdar
Natali Dizdar (Zadar, 27. kolovoza 1984.), poznata i kao Natalie Dizdar, hrvatska je pjevačica pop izričaja; poznata je po hitovima Ne daj i Gazio si me.

## Životopis
Prvo pojavljivanje u javnosti Natali je ostvarila krajem 2003. u televizijskoj emisiji Story Supernova Music Talents (popularan reality show televizijske kuće Nova TV), gdje biva zapažena zbog snažnoga vokala i završava u finalu kao trećeplasirana iza Rafaela Dropulića Rafe i Saše Lozara.
Nakon toga nastupila je duža stanka u njenoj karijeri tijekom koje je biran materijal za debitantski album Natali Dizdar; u ljeto 2004. objavljen je njezin prvi službeni singl, Ne daj, koji je bio na značajnim pozicijama hrvatskih top-ljestvica (mainstream, alternativ); bio je nagrađen priznanjem Zlatna koogla za pjesmu godine, nagradom HR Top 20 za najbolje plasiranu pjesmu na top-ljestvicama tijekom godine; tri nominacije i osvojena nagrada Porin za najboljeg debitanta još su dva njena priznanja. Ne daj se smatra najuspješnijime domaćime singlom 2004. godine.
Nakon uspješnoga singla, u svibnju 2005. objavljen je i dugo očekivani album Natali Dizdar, koji je osvojio kritiku i uskoro dosegao srebrnu nakladu. Album je zbog svoje prodaje nagrađen zlatnom pločom. Krajem 2005. godine album je uvršten na popis deset najboljih domaćih albuma godine po izboru glazbenih kritičara Jutarnjeg lista (ima osam nominacija za nagradu Porin 2006. godine).
Drugi album Pronađi put izašao je 18. ožujka 2009. godine.
Godine 2012. izdala je prvi album uživo – ZKM Live. Kao gost na albumu pojavljuje se Darko Rundek.
2017. godine izdala je album Iluzije; Nećeš me, zar ne i Krenimo nekamo su singlovi. 
2020. godine s bendom Mayales pokrenula je zajednički glazbeni projekt pod nazivom BETI. Iste godine izdaju singl Slobodna. 
Godine 2011. diplomirala je na Edukacijsko-rehabilitacijskom fakultetu u Zagrebu i stekla zvanje profesorice socijalne pedagogije.

## Diskografija

### Albumi
- Natali Dizdar (2005.)
- Pronađi put (2009.)
- ZKM Live (2012.)
- Iluzije (2017.)
- Zadnji dan ljeta (2024.)

### EP
- Blues po kišnim plažama (2023.)

### Singlovi
- Ne daj (2004.)
- Gazio si me (2005.)
- Svaki put (2005.)
- Zamijenit ću te gorim (2005.)[4]
- Istina (2006.)
- Naučila sam trik (2007.)
- Stop (2008.)
- Stranac (2009.)
- Ne pitaj (2009.)
- Mjesecu je dosadno (2010.)
- Zašto bih ti rekla to (2010.)
- Ovaj ples dame biraju (2012.)
- Osloni se na mene (2012.)
- Grijeh (2013.)
- Iluzionist (2014.)
- Ne reci zauvijek (2016.)
- Mjesto za jedno (2016.)
- Nećeš me, zar ne (2017.)
- Kad mislim na to (2021.)
- Bez ljubavi (2021.)
- Vili (2021.)
- Zadnji dan ljeta (2022.)
- Prolazi sve (2022.)
- Ocean (2023.)
- Krug (2023.)
- Padamo (2024.)
- Dobro je sve (2024.)
- Pored mene (2024.)
- Turist (2025.) feat. Mladen Badovinac

### EP
- Već smo bili tu (2022.)

### Singlovi
- Slobodna (2020.)
- Vili (2021.)
- Bez ljubavi (2021.)
- Prolazi sve (2022.)